# Tomadohuis

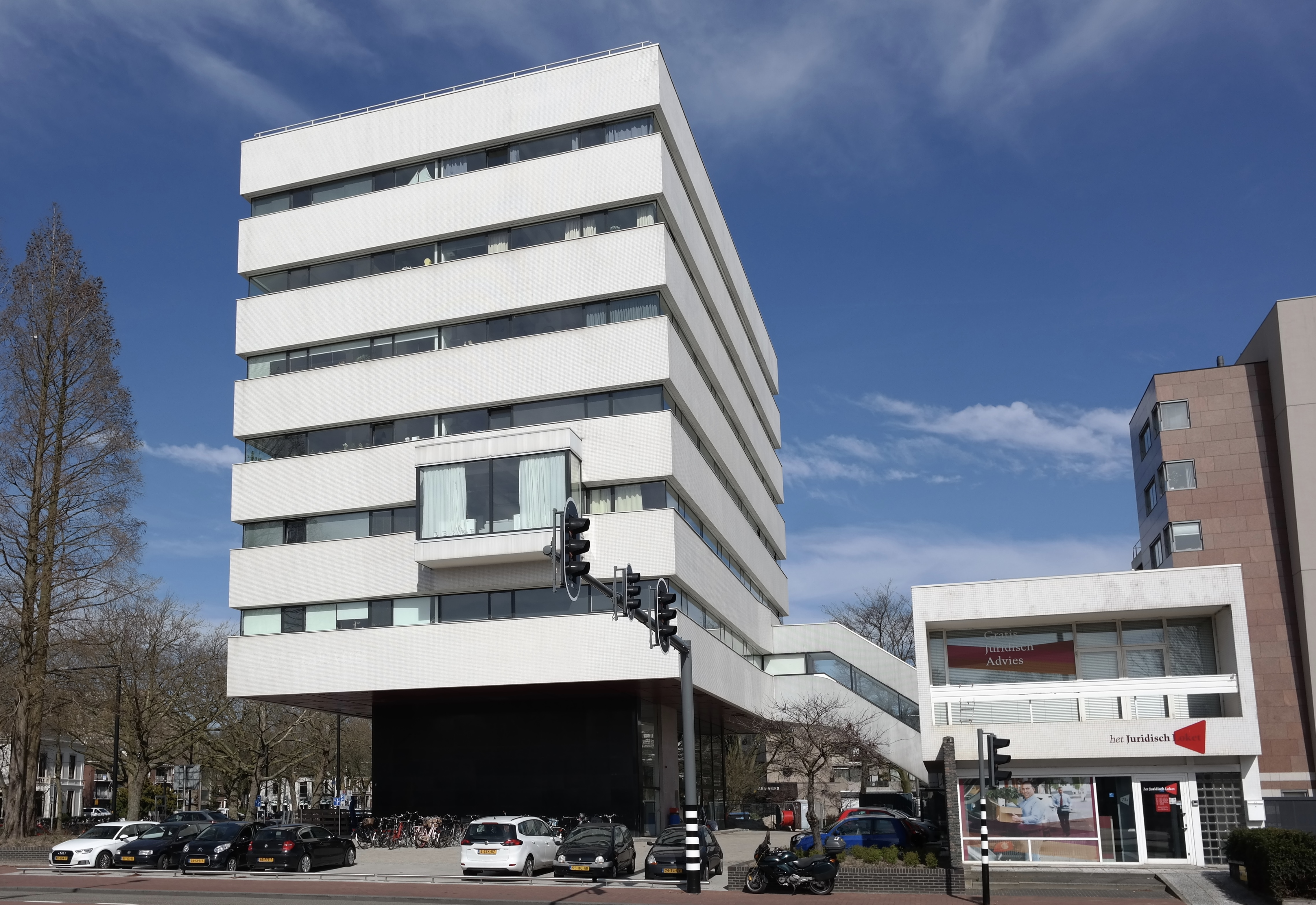
Het Tomadohuis in 2017 na transformatie

Het Tomadohuis is een kantoorgebouw tegenover het treinstation van de stad Dordrecht, in de Nederlandse provincie Zuid-Holland. Het gebouw werd ontworpen door architect Huig Maaskant en tussen 1958 en 1962 gebouwd in opdracht van Tomado, een bedrijf dat allerlei hulpmiddelen voor in het huishouden maakte. Het pand staat op de gemeentelijke monumentenlijst.

## Ontwerp
Het gebouw was revolutionair voor zijn tijd: de volledige constructie rust op twee schijfvormige kolommen, en de onderste twee verdiepingen waren verder een volledig open ruimte: de gevels bestaan  volledig uit glasplaten van 5,80 meter hoog. Hier bevond zich een lounge-achtige entree met de door Ludwig Mies van der Rohe ontworpen Barcelona-fauteuils. Licht is belangrijk voor het exterieur van het gebouw: de bovenverdiepingen zijn aan de buitenkant bedekt met witte tegeltjes om een groot contrast met de ramen te creëren. 's nachts gingen er in de vensterbanken speciaal ontworpen TL-armaturen aan zodat het contrast met de (dan donkere) buitenmuur werd omgekeerd. De ramen werden uitgevoerd zonder kozijnen om een strakke, gestreepte opbouw van het gebouw te bewerkstelligen.
Achter het gebouw werd een bijgebouwtje gemaakt voor de installaties en de personeelsingang. Het personeel kwam daar binnen en werd vervolgens met een roltrap naar het hoofdgebouw gebracht, hetgeen voor die tijd zeer vooruitstrevend was. Snufjes als deze waren er alleen om mensen mee te imponeren: na de roltrap (die van buiten zichtbaar was) moest men gewoon weer trappen beklimmen. Op het dak stond een gebouwtje dat dienstdeed als bedrijfskantine.

## Installaties
Naast de (automatisch in- en uitschakelende) roltrap bevonden zich in het gebouw nog vele andere installaties die toen zeer vernieuwend waren. Zo had men onder andere beveiligingscamera's, elektrische archiefinstallaties, airconditioning, elektrische luxaflexen van 32 meter lang, een bordenwasmachine, elektronisch aangestuurde buizenpostsystemen, liften voor post en voedingswaren, vuilstortkokers en elektrisch gekoelde drinkwaterfonteintjes. Ook was de entree op de begane grond volledig onbemand: als er iemand binnenkwam werd die door een damesstem uit luidsprekers begroet, waarna de lift automatisch openging met het knopje voor de receptieverdieping al ingedrukt. Dit leidde bij sommige bezoekers tot zoveel verwarring dat ze zich direct omdraaiden en het gebouw weer verlieten.

## Kunst
Op de eerste verdieping bevond zich de hal met de receptie, de tweede verdieping had een grote vide. Blikvanger in deze ruimte was een aan het gebouw hangend 15000 kilo zwaar glazen kunstwerk van Joop (Johannes Petrus) van den Broek, dat overdag als lichtbron fungeerde en 's nachts van binnenuit oplichtte. Doordat dit grote object slecht onderhouden werd, begonnen er aan het eind van de jaren 1970 stukken af te vallen. In 1982 is het verwijderd en vervangen door een kunstwerk van Sies Bleeker, dat echter geen licht doorlaat. Delen van Van den Broeks creatie liggen nog in het gemeentelijk depot.
De kantoorverdiepingen bevatten geen enkele tussenmuur, waarmee men grote open ruimtes creëerde. De interieurs werden voorzien van veel luxe-materialen als marmer en notenhout, en werden zo strak mogelijk ingericht. Om het gebouw mooi te houden werd het personeel beperkt in zijn bewegingsvrijheid: hakken dragen en lopend roken was niet toegestaan om de kunststof vloer te sparen, ansichtkaarten en foto's van familie mochten niet worden opgehangen en jassen moesten in de garderobe om het kantoor niet te ontsieren.

## Neergang
In de jaren dat Tomado op het randje van de afgrond stond, is men gestopt met onderhoud aan het pand, en later heeft men het moeten verkopen. Het werd daarna verhuurd aan onder andere een juridische firma en de provincie Zuid-Holland. Veel onderdelen die het originele gebouw zo bijzonder maakten zijn verdwenen: de grote open ruimte op de begane grond is volgebouwd met een receptie en men heeft er een tussenverdieping ingehangen om boeken op te slaan, de gevels zijn vies en men heeft de strak ontworpen kantoorverdiepingen vol muren gebouwd. Een architectuurstichting heeft overwogen het pand aan te kopen en te renoveren, maar is hier uiteindelijk door een gebrek aan tijd en financiële middelen niet toe overgegaan.

## Nieuw leven
In 2015 is het Tomadohuis gekocht door een projectontwikkelaar uit Den Bosch die het pand grondig heeft gerenoveerd en getransformeerd tot een appartementencomplex bestaande uit 54 lofts en een groot dakterras.
Op de begane grond is een deel van het oorspronkelijke ontwerp in ere hersteld; zo bestaan de muren weer volledig uit glaswanden, hier is nu een restaurant gevestigd.